# Râul Hodișa
Râul Hodișa este un curs de apă, afluent al râului Maria.

## Hărți
- Harta județului Satu Mare